# Оскар Родрігес (тенісист)
Оскар Родрігес (ісп. Óscar Rodríguez; нар. 7 жовтня 1984) — колишній колумбійський тенісист.
Найвищу одиночну позицію світового рейтингу — 727 місце досяг 17 травня 2004, парну — 554 місце — 11 жовтня 2004 року.

## Титули Челленджер/Ф'ючерс
| Легенда            |
| ------------------ |
| ATP Челленджер (1) |
| ITF Ф'ючерс (1)    |

### Парний розряд
| Ранг | Дата     | Турнір                             | Рівень     | Покриття | Партнер           | Суперники                         | Рахунок     |
| ---- | -------- | ---------------------------------- | ---------- | -------- | ----------------- | --------------------------------- | ----------- |
| 1.   | Бер 2004 | Bancolombia Open, Богота, Колумбія | Челленджер | Ґрунт    | Себастьян Кінтеро | Ґуставо Маркассіо Дієґо Веронельї | 6–3, 6–4    |
| 2.   | Лип 2012 | Італія F20, Ла-Спеція              | Ф'ючерс    | Ґрунт    | Крістіан Родрігес | Алехандро Гонсалес Педро Соуза    | 7–6(1), 6–4 |